# Tadoule Lake Airport
Tadoule Lake Airport är en flygplats i Kanada.   Den ligger i provinsen Manitoba, i den centrala delen av landet, 2 100 km nordväst om huvudstaden Ottawa. Tadoule Lake Airport ligger 272 meter över havet. Den ligger vid sjön Tadoule Lake.
Terrängen runt Tadoule Lake Airport är platt. Trakten runt Tadoule Lake Airport är nära nog obefolkad, med mindre än två invånare per kvadratkilometer.. 